# Lei antifumo de São Paulo

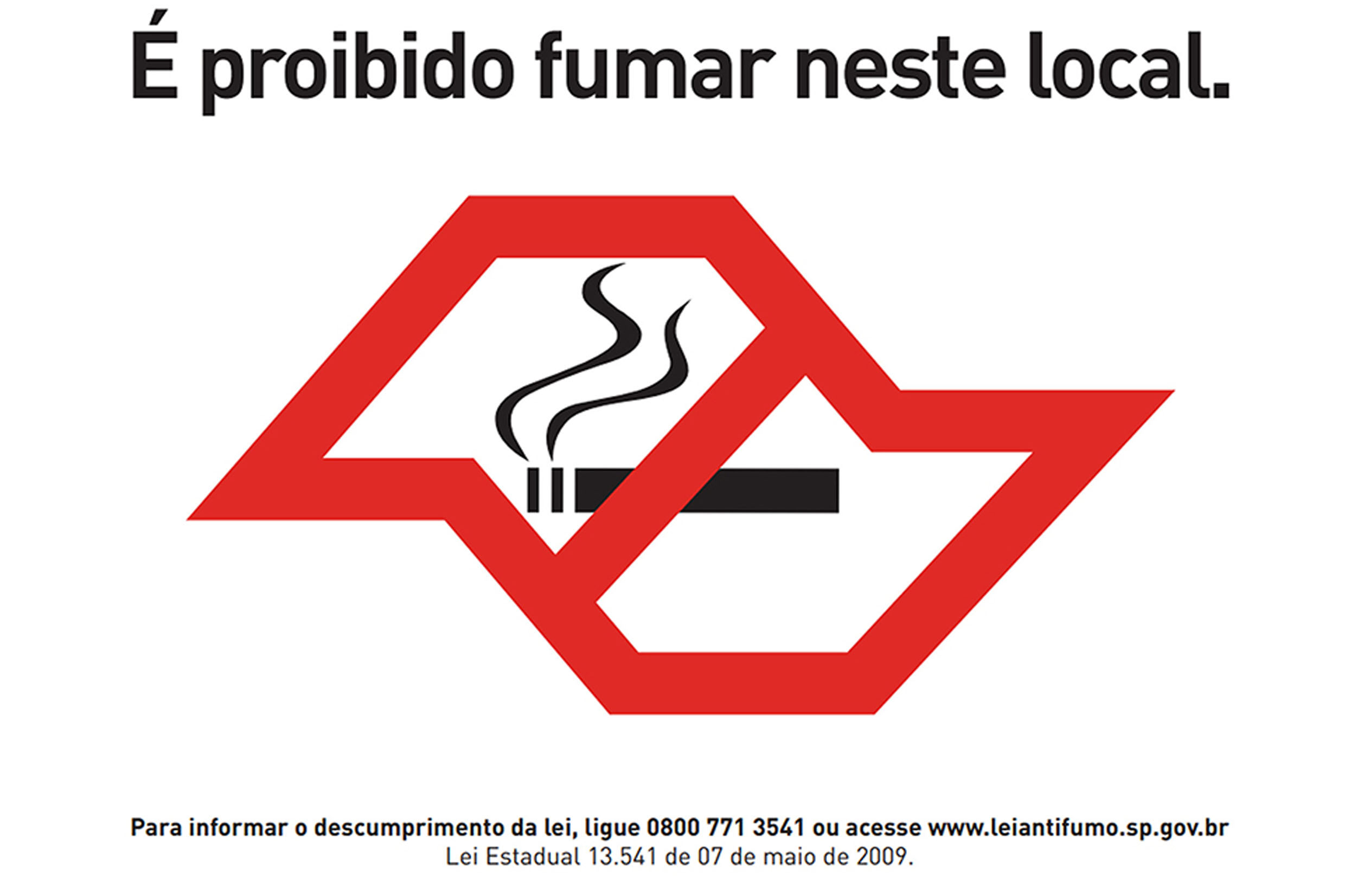
Placa dizendo que é proibido fumar no local.

A Lei Antifumo é a denominação dada à lei estadual nº 13 541/2009 do Estado de São Paulo. Entrou em vigor no dia 7 de agosto de 2009 e proíbe o uso de cigarros e demais produtos fumígenos nos ambientes fechados de uso coletivo (como bares, restaurantes, empresas) ou perto de pessoas com problema respiratório ou pulmonar. A lei procura alinhar São Paulo com a tendência internacional de combate aos males causados pelo tabagismo, principalmente em relação ao fumo passivo. Cidades como Nova Iorque, Paris e Buenos Aires adotaram também medidas similares.
Primeiro em ampliar proibições aos fumantes, foi referência para outros governantes em todos os estados da federação Brasileira, que seguiram as restrições.
A fiscalização é realizada por agentes da Vigilância Sanitária e do Procon, atingindo exclusivamente os estabelecimentos que descumprirem a nova lei. Não há sanção contra os fumantes. Já os estabelecimentos podem ser multados e até interditados temporariamente. Os responsáveis por esses locais devem advertir os fumantes e afixar avisos sobre a proibição em pontos visíveis.
De acordo com a Secretária Estadual da Saúde do Estado de São Paulo, desde 7 de agosto, quando a lei entrou em vigor, cerca de 219 mil ações de fiscalização foram feitas pela Vigilância Sanitária e Procon e 761 multas foram aplicadas.
De acordo com a lei, fica proibido fumar:
- No interior de bares, boates, restaurantes, hotéis, escolas, museus, áreas comuns de condomínios e hotéis, casas de shows, açougues, padarias, farmácias e drogarias, supermercados, shoppings, repartições públicas, hospitais e táxis.

O fumo continua permitido em:
- Casa, áreas ao ar livre, estádios de futebol, vias públicas, nas tabacarias e em cultos religiosos, caso isso faça parte do ritual.
- Quartos de hotéis e pousadas, desde que desocupados por hóspedes, estão liberados.

Um estudo realizado pelo Incor do Hospital das Clínicas da Faculdade de Medicina da Universidade de São Paulo aponta que houve redução de 73% nos níveis de monóxido de carbono de casas noturnas de São Paulo, após seis meses da aplicação da lei.

## Repercussão
Paulo Solmucci Jr., presidente da Associação Brasileira de Bares e Restaurantes, ao criticar em entrevista a lei antifumo sancionada pelo então governador do estado de São Paulo, José Serra, afirmou que "criou-se o mito de absurdo de que, ficando ao lado de um fumante, o não-fumante vai morrer. Isso não é verdade, é preciso acabar com esse mito". Um ano antes, em 2008, o INCA noticiou que 7 fumantes passivos morrem por dia no Brasil. Posteriormente, Paulo Solmucci admitiu motivações de ordem econômica no mandado de segurança coletivo que a associação ajuizou para evitar a aplicação da lei.